# 타이베이 중산 중정 국민소학교
타이베이 중산 중정 국민소학교(臺北市中山區中正國民小學)는 중화민국 타이베이의 공립 초등학교이다.

## 교내 연혁
- 1908년 3월 1일, 청나라 타이완 성 타이베이에서 청 제국 타이완 성립 타이베이 룽장 소학교(淸 帝國 臺灣省 臺北 龍江小學校)로 첫 개교.
- 1912년 청 제국 멸국 이후 중화민국 타이완 성립 타이베이 룽장 국민소학교(中華民國 臺灣省 省立 臺北 龍江國民小學校) 체제 개편.
- 1923년 학교가 타이완 성립 초등학교에서 타이베이 시립 초등학교로 이관이 되면서 중화민국 타이완 타이베이 시립 룽장 국민소학교(中華民國 臺灣 臺北 市立 龍江國民小學校)로 교명 개칭.
- 1956년 10월 10일, 자유중화민국 타이완 타이베이 중산 중정 국민소학교(自由中華民國 臺灣 臺北 中山 中正 國民小學校)로 본격 개편.